# María Josefa Rossello
María Josefa Rossello (Benita Rossello Dedone), fundadora de las Hijas de Nuestra Señora de la Misericordia, nació en Albissola Marina, Savona el 27 de mayo de 1811 y falleció el 7 de diciembre de 1880.

## Biografía
Nació en los bosques de Palermo el 27 de mayo de 1811, siendo la cuarta hija de una  familia de diez hermanos. Fue bautizada el mismo día con el nombre de Benita. Sus padres María Dedone y Bartolomé Rossello, eran modestos alfareros. 
Desde pequeña, aprendió a modelar la arcilla y se hizo cargo de sus hermanos menores, permitiendo así que su madre se dedicara a sus numerosas ocupaciones.

### Terciaria Franciscana
Hacia el año 1830 ingresó en la tercera orden Franciscana. A los diecinueve años entró a trabajar como empleada doméstica en la casa de una distinguida familia de Savona: Los Monleone. Durante siete años permaneció en esa casa. Entre los años 1830 a 1837.
Solicitó ingresar en un Instituto de caridad como religiosa. Presentó su petición al Instituto de las Hijas de Nuestra Señora de las Nieves, pero fue rechazada. Su familia era muy pobre y no podía darle la suma de dinero necesaria para la dote, condición indispensable para ser aceptada.

### Fundadora
En el año 1837, respondiendo a una llamada del Obispo de la Diócesis, monseñor Agustín De Mari (1835-1940) quien buscaba quienes se dedicaran a la educación de jóvenes pobres, Benita, a sus veintisiete años, se presentó al prelado y ofreció sus servicios.
El Obispo se encargó de buscar un lugar y Benita de buscar compañeras que se ofrecieran como voluntarias para iniciar la primera escuela. Al proyecto de Benita se incorporaron Ángela y Dominga Pescio y Paulina Barla. Las tres primeras vocaciones llegaron de Albisola. Para la sede de la obra monseñor De Mari alquiló una modesta casa propiedad de la "commenda" de Malta.
La fundación se realizó el 10 de agosto de 1837. Ángela Pescio, la de mayor edad, fue elegida Superiora, y a Benita se le encomendó el cargo de maestra de novicias, vicaria y ecónoma.
Un crucifijo, una pequeña imagen de la Virgen de la Misericordia y cinco liras formaron el capital y toda la riqueza que poseían.
El día 22 de octubre de 1837 se lleva a cabo la primera toma de hábitos y Benita recibió del Obispo el nombre de Sor María Josefa, al tiempo que el Instituto era denominado oficialmente de las Hijas de Nuestra señora de la Misericordia, y consagrado a la Virgen del Santuario de Savona.
El 2 de agosto de 1839, las religiosas pronuncia sus votos perpetuos. Para el año 1840 las hermanas profesas eran ya siete, y cuatro novicias. En este año Sor María Josefa fue elegida superiora por unanimidad, cargo que mantuvo durante cerca de cuarenta años, hasta su muerte.
El 14 de diciembre de 1840 muerte de Monseñor De Mari quien ya había realizado un esbozo de las reglas. El texto definitivo fue confiado para su terminación al Padre carmelita Inocencio Rosciano.
Este documento fue terminado, el 4 de febrero de 1846 por el nuevo Obispo de Savona y luego arzobispo de Turín: Monseñor Alejandro O. Riccardi (1841-1866).

### Finalidad del Instituto
El fin principal del nuevo Instituto fue dedicarse a la instrucción y educación de las jóvenes mujeres pobres, y a la asistencia a los enfermos.

### Expansión del Instituto
Bajo la dirección de Sor María Josefa, el Instituto comenzó a difundirse en Liguria durante el período entre 1842 y 1855.
En el año 1856 Sor María Josefa comienza a colaborar en la obra del rescate de los esclavos de África, a la que ya desde mucho tiempo atrás se dedicaban dos sacerdotes: Nicolás Olivieri (1792- 1864) y Blas Verri, y las puertas del instituto se abrieron para acoger a grupos de jóvenes mujeres africanas rescatadas.
El espíritu misionero de la santa se puso de manifiesto cuando en 1875 envió un primer grupo de quince hermanas a Buenos Aires, Argentina.

### Nuevas fundaciones
En 1859 realiza una nueva fundación: la casa de la Providencia, abierta en Savona y destinada a niñas pobres. Otras casas del mismo estilo se abrieron en el año 1860 en: Voltri, San Ilario, Porto Maurizio y, es entre los años 1866 y 1867, donde surge la "Segunda Providencia" en Albisola.
Diez años después, en 1869, Sor María Josefa inicia: el pequeño Seminario para clérigos pobres en Savona, que ofreció a la Diócesis excelentes sacerdotes.
La última obra del Instituto -realizada después de su muerte- fue la fundación en Savona de la Casa de las Penitentes en el año 1880, un refugio para mujeres jóvenes rescatadas de la prostitución.

### Las Escuelas populares gratuitas
Otra de las obras de carácter social realizadas por María Josefa Rossello es la fundación de las escuelas populares gratuitas, una absoluta novedad y de urgente necesidad en aquel momento en la Liguria occidental.

### Fallecimiento
Finalizó su laboriosa vida a los sesenta y nueve años, el 7 de diciembre de 1880 en la casa madre de Savona, a causa de complicaciones cardíacas que habían minado su salud. Fue sepultada en el cementerio local. Posteriormente, en 1887 sus restos fueron trasladado a la casa madre.

## Legado
A su muerte el Instituto que fundó contaba con sesenta y cinco casas. Hoy son 176 casas en Italia y en América; las religiosas son cerca de mil. Se trata de asilos de niños, escuelas medias y elementales, colegios, orfanatos, hospitales y asistencia en cárceles de mujeres, casas de protección a las jóvenes.

## Proceso de Canonización
Su causa de beatificación fue introducida en Roma el día 23 de julio de 1924.
Fue beatificada el día 6 de noviembre de 1938, tras el reconocimiento de dos milagros realizados a dos religiosas del Instituto: Sor María del Espíritu Santo y Sor Paulina Dameri.
María Josefa Rossello fue canonizada por el papa Pío XII el día 12 de junio de 1949. En esta ocasión fueron probatorios los milagros reconocidos de las prodigiosas curaciones de Teresa Rocchi en De Negri y de Pietro Molinari.

## Memoria litúrgica
La memoria  litúrgica es el día 7 de diciembre.